# Pleistocenul mijlociu
| Subdiviziunile Cuaternarului | Subdiviziunile Cuaternarului | Subdiviziunile Cuaternarului | Subdiviziunile Cuaternarului | Subdiviziunile Cuaternarului |
| Perioadă                     | Epocă                        | Vârstă                       | Vechime (milioane ani)       | Vechime (milioane ani)       |
| ---------------------------- | ---------------------------- | ---------------------------- | ---------------------------- | ---------------------------- |
| Cuaternar                    | Holocen                      | Meghalayan                   | 0                            | 0,0042                       |
| Cuaternar                    | Holocen                      | Northgrippian                | 0,0042                       | 0,0082                       |
| Cuaternar                    | Holocen                      | Greenlandian                 | 0,0082                       | 0,0117                       |
| Cuaternar                    | Pleistocen                   | 'Tarantian'                  | 0,0117                       | 0,126                        |
| Cuaternar                    | Pleistocen                   | 'Chibanian'                  | 0,126                        | 0,781                        |
| Cuaternar                    | Pleistocen                   | Calabrian                    | 0,781                        | 1,80                         |
| Cuaternar                    | Pleistocen                   | Gelasian                     | 1,80                         | 2,58                         |

Pleistocenul mijlociu este a treia vârstă a epocii Pleistocen. Pleistocenul este prima epocă a perioadei Cuaternar (a doua este Holocen) și este alcătuit din următoarele vârste: Gelasian, Calabrian, Chibanian și Tarantian. Limitele cronometrice ale Pleistocenul mijlociu sunt cuprinse între 781.000 și 126.000 de ani în urmă.
Subdiviziunea tripartită a Pleistocenului în: inferior (timpuriu), mediu (mijlociu) și superior (târziu) a fost folosită încă din anii '30. Este utilizat ca denumire provizorie sau „aproape-formală” de către Uniunea Internațională de Științe Geologice (IUGS) din 2018, în așteptarea ratificării propunerii din 2017 de către Comisia Internațională de Stratigrafie a stadiului Chibanian.
Pleistocenul mijlociu conține trecerea de la Paleoliticul inferior la Paleoliticul mijlociu în paleoantropologie, adică apariția Homo sapiens acum 300.000 de ani în urmă. Cel mai vechi ADN uman cunoscut datează din Pleistocenul mijlociu.